# Élie Lévy
Pour les articles homonymes, voir Lévy.
Élie Lévy, né le 29 août 1895 à Compiègne et mort le 24 janvier 1945, est un médecin français, qui est pendant la Seconde Guerre mondiale un résistant actif dans le mouvement Libération et dans le réseau SPINDLE du Special Operations Executive. 
Arrêté par les Italiens, il est livré aux Allemands et déporté à Auschwitz-Birkenau. Il meurt lors de l’évacuation du camp.

## Famille
- Son père : Jules Lévy, colonel du génie, retraité en 1912, ramené malade du front en 1915, décédé à Paris 37 rue d'Hauteville le 29 janvier 1915, dernier domicile à Montpellier (Archives de la Légion d’honneur).
- Sa mère : Gentille Inès Noémie Milhaud.
- Son frère : Paul, engagé à 18 ans dans l’aviation, tué au combat le 22 mars 1918.
- Sa femme :  Germaine Louise Amédée Maldonnat née à Aix-en-Provence le 2 mars 1896, décédée le 02 février 1975 (mention marginale acte de naissance) et inhumée en Israël. Mariés en 1923, ils ont deux filles :
  - Raymonde Andrée Myriam, née à Paris le 31 août 1923 à Paris 9e, décédée le 3 octobre 1990 à Paris 4e. Elle a eu 2 enfants :
    - Michel Cadusseau, né le 13 juillet 1945 à St Raphaël. Descendance de 2 mariages : 
      - Jacqueline, Elie, Raymonde, née le 30 septembre 1966 à Hambourg
      - Agnès, née le 10 janvier 1968 à Villeneuve-Saint-Georges
      - Ruth, Pascale, née le 1er février 1969 à Villeneuve-Saint-Georges
      - Sarah, née le 31 décembre 1983 à Draguignan
      - Alexandre, né le 28 décembre 1986 à Draguignan

    - Patricia, née le mars 1947 et décédée. Elle a eu 2 fils :
      - Pavle, né en 1968
      - Stejpan, né en 1969

  - Micheline Mireille Lya, née à Paris le 5 juillet 1926 à Paris 9e, décédée le 3 août 2009 à Draguignan (Var). Elle a eu un fils, Ariel (décédé, sans enfant)

## Biographie
Élie Victor Amédée Lévy est né le 29 août 1895 à Compiègne, où son père est officier du génie.
Élie Lévy suit des études de médecine.
En 1914, lors de la Première Guerre mondiale, Élie Lévy s’engage dans les zouaves. Il est alors âgé de 18 ans. Au front, il est blessé à trois reprises par des éclats d’obus : au bras gauche (Soissons, 17 septembre 1914), au pied gauche (Boesinghe, 20 juin 1915), à la jambe droite (Verdun, 15 octobre 1915). Il est gazé (CV établi par Élie Lévy en octobre 1940). Il termine la guerre dans le corps médical. 
En 1922, Élie Lévy s’installe à Paris comme médecin accoucheur, spécialisé dans la médecine enfantine. Il est également diplômé de l’Institut de médecine légale et de psychiatrie de l'université de Paris. En 1923, il se marie, puis il s’établit médecin à Paris rue Victor-Massé. Pour ses amis, il est le « Bib » et sa femme est « Chat ». Toute leur vie, ils aimeront et posséderont de nombreux chats. En 1934, il s'installe avec sa famille à Antibes, dans une villa (La Palmeraie), 31 bis, boulevard du Maréchal-Foch, tout près de la mer, à la pointe de l’Ilette, dans l’anse.
En 1939, lors du début de la Seconde Guerre mondiale, Élie Lévy a 44 ans. Il est mobilisé comme lieutenant de réserve à Castres, où il incorpore les jeunes classes.
En 1940, grâce à René Cassin, il se fait verser à la 3e Division Légère Mécanique où il se lie avec Louis Aragon. Il fait la campagne de Belgique, se retrouve en pleine retraite à Malo-les-Bains, embarqué par les Anglais, rapatrié aussitôt. La 3e D.L.M. s’étant réformée, il poursuit le combat. La déroute des armées françaises l’amène dans le sud-ouest où il est démobilisé au début de juillet, ayant encore obtenu la Croix de guerre avec citation. Au moment de la défaite et de l’armistice, il est en contact avec le général Cochet, et envisage avec lui la possibilité de créer un noyau de Résistance. Revenu à Antibes, il prend des contacts et crée un réseau. En octobre 1940, Élie Lévy, Juif, Français et laïque, adresse un courrier à André Ghélis, rédacteur au journal Le Petit Niçois, en réaction à son article approuvant le statut et le sort des Juifs dans la France du Maréchal Pétain. Il écrit : « Je m’honore d’appartenir à une famille française depuis plus de neuf cents ans. Combien de gens qui clament bien haut la pureté de leur sang français peuvent en dire autant ? » Il joignait à cette lettre un CV dans lequel il précise : « Arrière-petit-fils de Aaron Hermadinquer (1793-1874), maréchal des logis des Dragons de la Garde Impériale lors des campagnes du Premier Empire, inhumé au cimetière juif de Nancy, section B, Rangée 1, place 6. Petit-neveu d’Isidore Hermadinquer, sergent major des Voltijeurs, Médaillé Militaire, tué au siège de Sébastopol. »
Jusqu’au milieu de l’année 1942, sa maison d’Antibes est un point de rendez-vous particulièrement bien situé, où se retrouvent à un rythme soutenu :
- de nombreux acteurs de la Résistance, notamment Emmanuel d'Astier de la Vigerie, Yvon Morandat, Peter Churchill, Henri Frenay, Philippe Roques, etc. ;
- des agents secrets, à qui il procure des faux papiers quand ils arrivent en France ou qu’il héberge avant leur départ par sous-marin ; certains sont opérateurs radio et ont des liaisons fréquentes avec Londres ; d’autres y font transiter des fonds destinés à la Résistance ;
- des pilotes abattus : Élie Lévy garde pendant plusieurs jours trois pilotes alliés, un Américain, un Polonais et un Anglais. Abattus et incarcérés dans un fort, ils se sont évadés grâce à la Résistance et ont pu gagner l’Espagne, sans qu’aucun d’eux ne parle français.

Au sein de la Résistance, Élie Lévy utilise des pseudos, et notamment les pseudos « Louis », « Philippe » et « Oscar ».
Élie Lévy est le principal organisateur de l’évasion d’un groupe d’officiers britanniques de la prison de Lille en 1941. En août, il est recruté par Jacques Vaillant de Guélis pour le Special Operations Executive. Son nom a été communiqué à Vaillant de Guélis par Max Hymans, qui est un familier d'Antibes, lieu d’habitation de son beau-père Max Maurey depuis 1904.
Au début de l’année 1942, il rencontre Jean Moulin « Rex », l’envoyé du général de Gaulle qui a été parachuté dans la soirée du 1er janvier, et Peter Churchill « Michel », qui arrive chez lui le 10 janvier, première étape de sa première mission en France. En avril 1942, il accueille et héberge jusqu’au mois de juillet Maurice Pertschuk, jeune officier du SOE, futur chef du réseau Eugène-PRUNUS à Toulouse et sa région.  À l’été, Élie Lévy et sa femme quittent Antibes et vont se cacher près du lac de Laffrey (Isère). Puis, tandis que sa femme retourne à Antibes, il reste dans la Résistance à Lyon.
Revenu à Antibes, Élie Lévy est arrêté par des policiers italiens de l’Ovra le 4 mai 1943. Il est enfermé au secret, à Nice. Il se retrouve, lors d’un interrogatoire, avec Peter Churchill et d’autres. Ils font semblant de ne pas se connaître, et personne ne parle. Élie Lévy est transféré à Imperia, où on l'emploie à casser des cailloux sur les routes. Il est ensuite transféré à Chiavari. Amedeo Rocchegiani, qui s’occupe d’envoyer de l’argent et des secours aux prisonniers juifs et politiques, organise l’évasion d'Élie Lévy de telle sorte qu’il aurait pu trouver refuge à l’hôpital d’Ancone, où tout était prévu pour sa sécurité. Ayant donné sa parole d’officier de ne pas s'évader, Élie Lévy refuse.
En septembre, les Italiens livrent tous les prisonniers politiques aux Allemands. En tant que Juif, il est déporté à Auschwitz-Birkenau II, où il vit quinze mois d’enfer. Il porte le numéro de matricule B 13725 (tatoué sur le bras gauche) .
Élie Lévy meurt le 24 janvier 1945, lors de l’évacuation du camp, devant l’avancée des troupes soviétiques. Il tombe épuisé sur la route entre Rybnik et Ratibor, probablement abattu. La « marche de la mort » dura 52 jours.

## Reconnaissance

### Distinctions
- Croix de guerre 1914-1918, palme de bronze, avec palme ; citation au titre du régiment (31 août 1915)
- Croix du combattant (6 janvier 1937)
- Médaille militaire ;
- Chevalier de la Légion d'honneur : chevalier (au titre de la guerre de 14-18, 2 janvier 1928) ; proposé en 1940 pour le grade d’Officier ;
- Cité à l’ordre de la brigade (16 juin 1940, homologation JO 31 juillet 1941) ; Croix de guerre 1939-1945.

### Monument
- Le nom d’Élie Lévy figure sur le monument érigé en mémoire des membres du SOE maritime, square Élie Lévy, à côté de la plage de l’Ilette, à Antibes.

### Sources
- Documents-Témoignages-Recherche, publication du Musée de la Résistance Azuréenne, avec un témoignage de Raymonde Lévy, fille d’Élie Lévy.
- (en) Duel of Wits, 1953, Texte en ligne. Traduction en français : (fr) Missions secrètes en France 1941-1943, Presses de la Cité, 1967.
- Louis Aragon, La Mise à mort, Gallimard, 1965,  (EAN 9782070202294). Dans ce roman, Louis Aragon, écrivain réfugié à Nice (personnage d’« Anthoine »)  avec Elsa Triolet (personnage de  « Fougère »), évoque Élie Lévy pendant la guerre de 1939-1940 : ils étaient alors tous deux officiers du corps de santé  en juin juillet 1940 (Lévy en qualité de médecin, Aragon comme auxiliaire). * Claude Bourdet, L’Aventure incertaine - De la Résistance à la Restauration, Stock, 1975.
- Thomas Rabino, Le Réseau Carte - Histoire d’un réseau de la Résistance antiallemand, antigaulliste, anticommuniste et anticollaborationniste, Perrin, 2008  (ISBN 978-2-262-02646-2).